# Caballo Gauvin

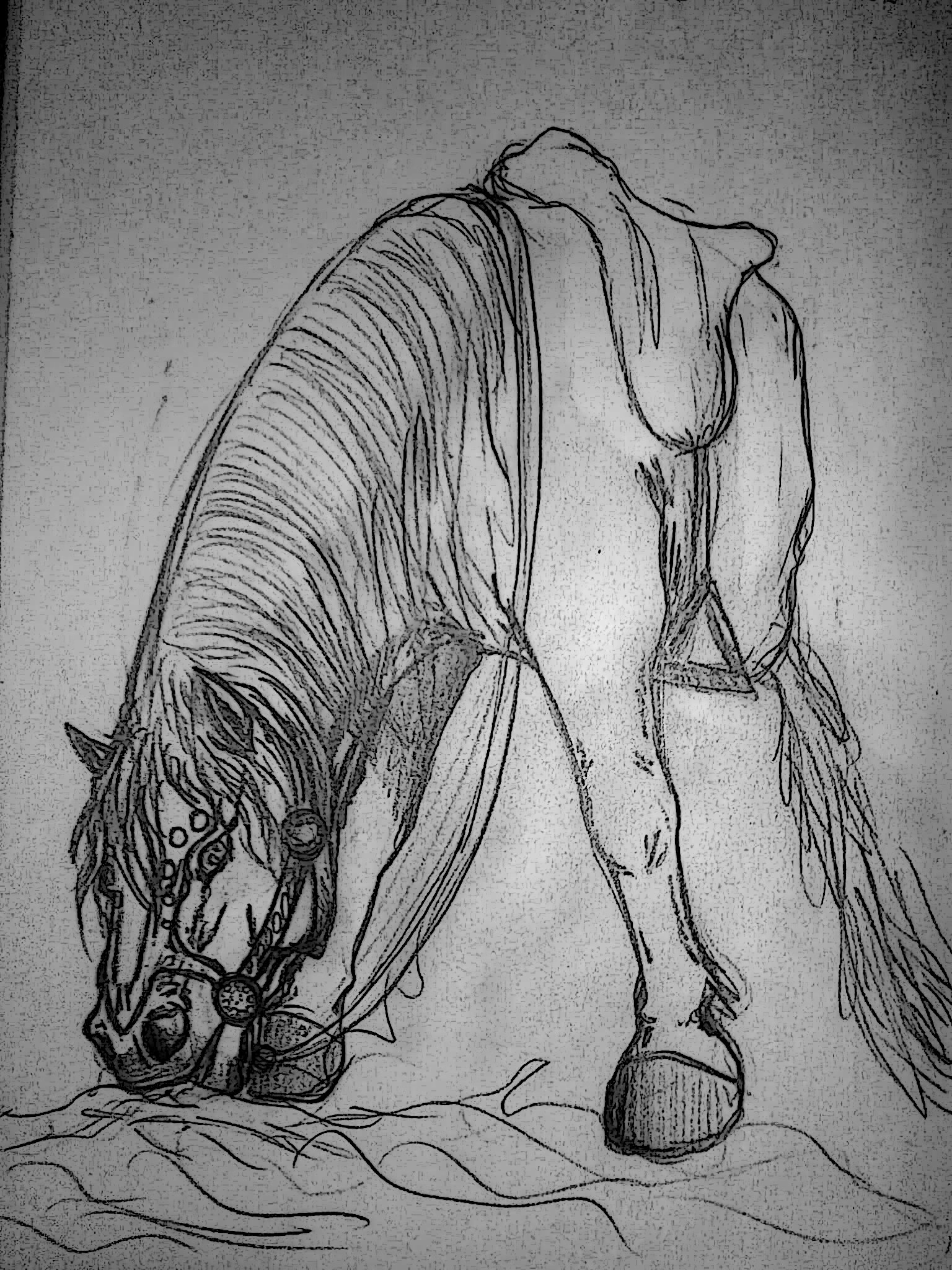

El caballo Gauvin, caballo Gauvain, chevau Gauvin en el dialecto del jura o tcheva Gâvïn en franco-comtés, es un caballo legendario y maléfico propio de la región francesa del Franco Condado y del Macizo del Jura suizo. Es conocido por pasearse a lo largo de las corrientes de agua, por los bosques o los cementerios, e intentar matar a las personas que lo montan, ahogándolos o lanzándolos por un precipicio.
Désiré Monnier recopiló una leyenda relacionada con este caballo en Chamblay, y la publicó en 1854. Es conocido también en Montbarrey, Bans, Augerans, Joux, Dole, el bosque de Chaux, Vernois, el cantón del Jura y el Jura bernés. En Suiza, atraviesa los pueblos en un ruidoso galope y rapta a las muchachas jóvenes. Existen varias leyendas relacionadas con él. Una de ellas lo hace montura del señor medieval Amauri III de Joux. El testimonio de una mujer que decía haberse encontrado con él en el cementerio de Chamblay se comenta y cuenta desde el siglo XIX. Presagio de muerte, el caballo Gauvin parece haber tenido el papel del "coco" para los niños. Siendo tal vez en su origen un duende transformado, reúne en sí mismo a muchos caballos legendarios del Jura. El ilustrador Jean-Louis Thouard lo plasmó en imágenes en 1996.

## Etimología y terminología
El caballo Gauvin lleva, curiosamente, el mismo nombre que un célebre caballero de la Mesa Redonda, sobrino del rey Arturo. Existen dos formulaciones: la más extendida es «caballo Gauvin»
; en ocasiones, puede aparecer «caballo Gauvain». «Gauvain» puede ser un nombre propio dado al animal. En el Franco Condado, se lo menciona con el nombre de tchevâ Gâvïn en los archivos de las tradiciones populares. La formulación caballo Gauvin se da en el dialecto del Jura. El origen de este nombre continúa siendo desconocido.

## Origen
Désiré Monnier propone la hipótesis (1854) de que el caballo Gauvin sea el «el corcel del caballero Gawain, héroe de los buenos tiempos de la caballería en Francia». No obstante, ve en él «un monstruo al que se recurre de cara a los niños, para impedirles salir a correr por las noches». Según Armand Marquiset (1842), su papel principal es, en efecto, «atemorizar a los niños indisciplinados». En 1839, el señor Pallu el mayor, bibliotecario de Chamblay, asegura que el caballo Gauvin se ha inventado para «impedir a los jóvenes salir por la noche».

## Descripción y naturaleza
Se ha descrito poco al caballo Gauvin, en particular en lo que concierne a su aspecto en la región del Franco Condado. Según la Revue des traditions populaires, su forma se acerca más o menos a la de un caballo. En los cantones de  Montbarrey y de Villers-Farlay, tiene más bien el aspecto de un macho cabrío. Arnold van Gennep afirma, en su Manuel de folklore français contemporain, que el caballo Gauvin tiene cabeza y cola, y que es tan peligroso como el caballo Martillo. En Nancray y otras localidades de media montaña, este animal tendría solo tres patas, lo cual no le impide correr muy deprisa. En el cantón de Villers-Farlay, tiene cuatro patas. En Augerans, el caballo Gauvin es más bien un macho cabrío. En el Jura bernés, es descrito a veces con tres patas, o incluso con «la mitad delantera del cuerpo».
El cuentista Hervé Thirty-Duval lo describe como el «príncipe de los caballos mágicos»; los cuentistas Patricia Gaillard y Dominique Lesbris como «la alianza de un caballo, un demonio y un caballero invencible». Muy temido, se encuentra sobre todo de noche, a lo largo de las corrientes de agua. Si una persona lo atrapa para subirse a él, el animal no opone resistencia alguna. Desde el momento en que es montado, va a precipitarse a la velocidad del rayo en una sima o estanque, llevando deshonestamente a su jinete a los lugares más peligrosos.
Según Hervé Thiry-Duval, el caballo Gauvin es, en realidad, «un hábil duende, como el caballo Bayard de Normandía o el caballo Martillo de la región de Aunis».  Según el estudio de Anne Marineau, centrado en los enanos durante la Edad Media, existen, en efecto, vínculos muy estrechos entre los duendes y los caballos. Tanto en los cantares de gesta como en el folclore más moderno, cuando la gente pequeña adopta una forma animal, lo más frecuente es que sea la de un caballo. El estudio de Jean-Michel Doulet, consagrado a los niños cambiados, señala lo mismo: «al borde del agua, las siluetas del duende y del caballo tienden a confundirse».

## Menciones

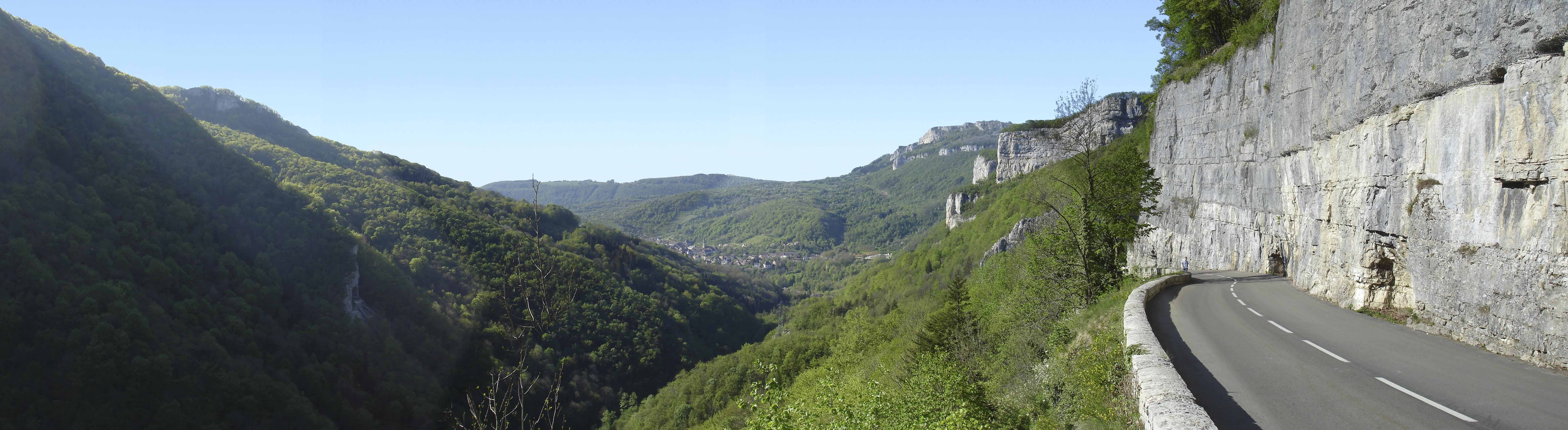
El valle del río Loue, territorio del caballo Gauvin según la leyenda

### Franco Condado
En el departamento francés del Jura, el caballo Gauvin frecuentaría el valle del río Loue. Ahoga a los que confían en él, o los mata dejándolos caer sobre rocas desde grandes alturas.
A mediados del siglo XIX, su tradición permanecía viva en Montbarrey, en el Jura. Se dice que sigue el arroyo conocido como Vernois desde la caída de la noche. Aparece en la plaza del pueblo de Montbarrey, recorre las calles con un ruido terrorífico y luego desaparece en el bosque de Chaux. Secuestraría solo a muchachas. Se le habría aparecido varias veces a los residentes cerca de Bans. Según la leyenda, esta caballo deja su desconocida madriguera a media noche, y recorre los pueblos a galope tendido. Los ancianos del pueblo de Chamblay, que no presumían de haberlo visto, aseguraban en 1839 que le habían tenido mucho miedo en su juventud. Se hablaba del chevau Gauvin a los niños de Montbarrey, Joux y Dole.
El caballo del cantón de Marnay, en el Alto Saona, más salvaje, es origen de un ritual: para saber si uno va a morir en el plazo de un año, hay que acudir al cruce de caminos de Pont-Charrot y prepararse para la muerte si, a media noche, se escuchan los cascos de un caballo. Entonces, la persona condenada ve pasar a toda velocidad al propio animal, que desaparece en la noche.
Los habitantes de Augerans creían en el caballo Gauvin, bajo la forma de un macho cabrío, antes de los años 1850:

Une autre preuve d'antiquité de ce village, sont les nombreuses traditions populaires qui se sont perpétuées dans l'esprit des habitants. On voyait encore, il y a peu d'années, la vouivre traverser la Loue, près du pont de Bel mont, pour aller de Mont-Roland à la vieille tour de Vadans ; le bouc, appelé le cheval Gauvain, dont la principale mission était d'effrayer les enfants idociles. C'est près de là que les bergers voyaient un lièvre, appelé le lièvre du vieux servant, marchant lentement devant eux sans que jamais ils pussent l'atteindre. Dans une contrée qu'on appelle encore le bas de l'Esprit, les voyageurs rencontraient chaque nuit une dame verte, qui, toujours bienveillante pour eux, les aidait à sortir des mauvais chemins, et les accompagnait jusqu'à la porte de leur maison.

(Otra prueba de la antigüedad de este pueblo son las numerosas tradiciones que se han perpetuado en el espíritu de sus habitantes. Se veía todavía, hacía pocos años, al guiverno atravesando el río Loue, cerca del puente de Bel mont, para ir desde Mont-Roland a la vieja torre de Vadans; al macho cabrío, que llaman caballo Gauvain, cuya misión principal es atemorizar a los niños indisciplinados. Es cerca de allí donde los pastores veían a una liebre, que llamaban la liebre del viejo sirviente, caminando lentamente por delante de ellos sin que pudieran alcanzarla nunca. En una comarca que todavía llaman bajo del Espíritu, los viajeros encontraban todas las noches a una dama de verde que, siempre benévola con ellos, los ayudaba a salir de los malos caminos y los acompañaba a la puerta de su casa.)

Otra leyenda informa de que la brida del «caballo Gauvin» se encuentra en el «Baume-de-la-Roche-Grivée», en el Jura.

#### Leyenda del cementerio de Chamblay
Désiré Monnier cuenta que una mujer de Chamblay pasó un día, por la noche, cerca del cementerio del pueblo, donde aparecía el caballo Gauvin:

Cette femme, bien connue par son caractère aventureux et résolu, ayant vu paître cette belle bête qui ne lui paraissait appartenir à personne de sa connaissance, s'approcha d'elle, la flatta de la main, la trouva docile et gentille : elle pensa donc pouvoir l'enjamber pour l'amener à son écurie. Quand le cheval-fée la sentit sur son dos, il donna à sa cavalière une légère idée de son mérite, en faisant des évolutions sans nombre sur la plage voisine du port. Tout allait parfaitement; la chambléisienne était ravie de sa trouvaille; elle galopait sans secousse, elle volait comme avec des ailes, tant et si bien qu'elle s'oubliait dans ces délicieux exercices d'équitation. Jamais elle ne s'était vue si forte en ce genre. Tout à coup, par un brusque retour de fortune, son noble palefroi lui fit enfin comprendre qu'elle s'était mal à propos confiée à lui : le coursier s'élança dans la Loue, comme s'il voulait lui donner une dernière preuve de son talent; et, quand il fut arrivé au beau milieu de la rivière, il disparut sous elle et la laissa en conséquence tomber dans le courant le plus profond. Elle ne se sauva de cette noyade que d'une manière miraculeuse, qui n'a pas été racontée; mais on sait qu'elle mourut en 1836, et l'on est maintenant persuadé que c'est des suites de sa frayeur.

(Esta mujer, bien conocida por su carácter aventurero y resuelto, habiendo visto aparecer esta bestia que no parecía pertenecer a ningún conocido suyo, se acercó a ella, la acarició, la consideró dócil y amable; pensó entonces que podía montarla para llevarla a su cuadra. Cuando el caballo-hada la notó sobre su lomo, le dio a su amazona una ligera idea de su mérito, dando innumerables vueltas por la playa cercana al puerto. Todo iba perfectamente: la mujer de Chamblay estaba encantada con su hayazgo; galopaba sin sacudidas, volaba como si tuviera alas, tanto y tan bien que se dejaba llevar por estos deliciosos ejercicios de equitación. Nunca se había considerado tan diestra en este tipo de cosas. De golpe, por un brusco revés de la fortuna, su noble palafrén le hizo saber que se había equivocado al confiarse a él: el corcel se lanzó hacia el río Loue, como si quisiera darle un última prueba de su talento, y justo en medio del río, desapareció debajo de ella y dejó caer, en consecuencia, en lo más profundo de la corriente. No se salvó de este ahogamiento sino de una manera milagrosa, que no ha sido contada; pero se sabe que murió en 1836, y ahora estamos seguros de que fue a causa del terror.)
— Désiré Monnier, Traditions populaires comparées

#### Leyenda del señor de Joux

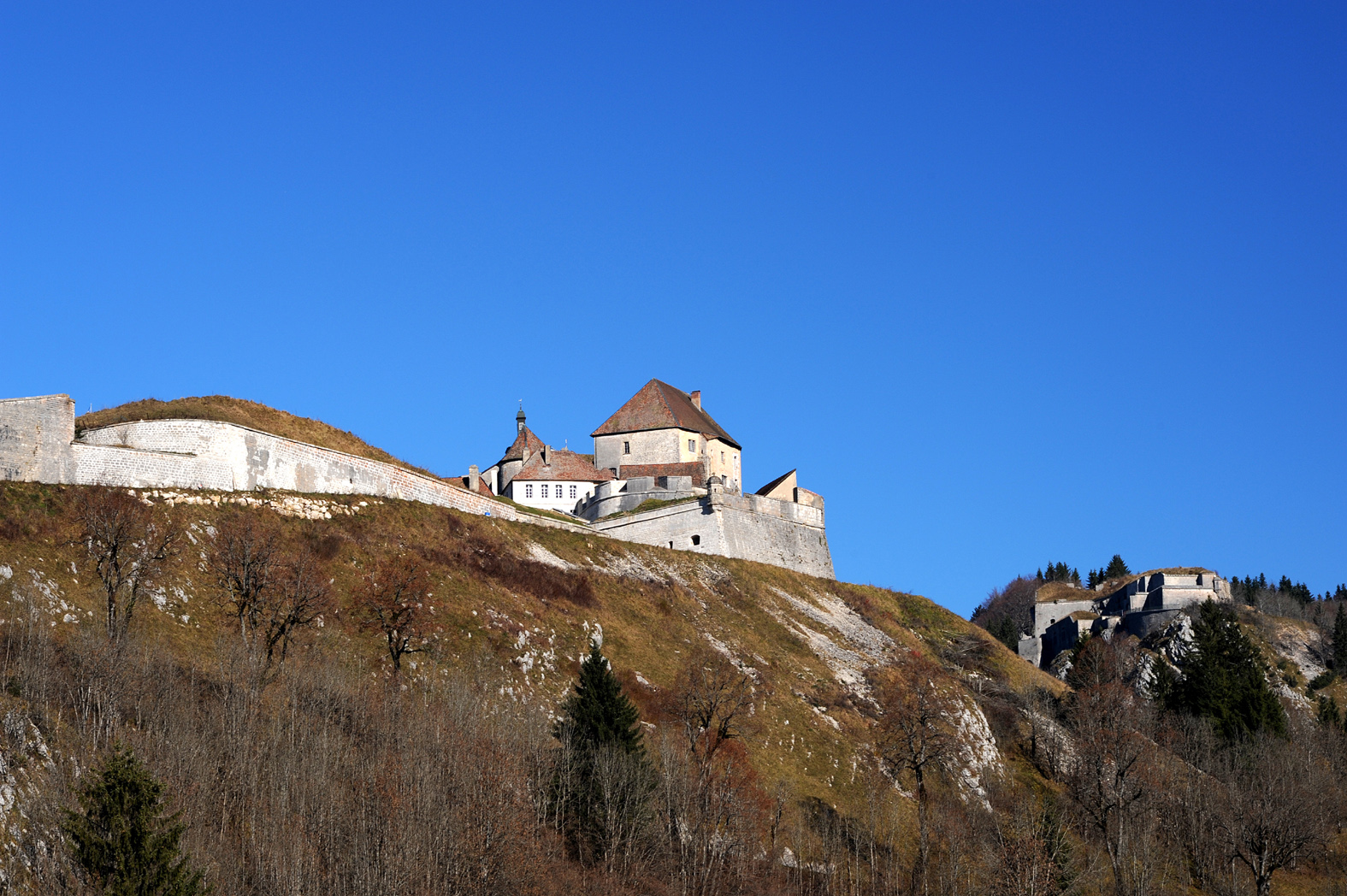
Castillo de Joux, cuyo rastrillo habría cortado en dos al caballo de Amaury

Hay una leyenda relacionada con uno de los señores de Joux, Amaury (Amaury III). Tras lejanas expediciones en Tierra Santa, había regresado a su castillo. Era uno de los jinetes más hábiles de su tiempo, hasta tal punto que había conseguido domar al caballo «Gauvain». A menudo, daba largos paseos con esta montura. Un día, al salir del castillo, el rastrillo le cortó en dos el cuerpo a su montura al caer. Amaury no se dio cuenta, y su corcel continuó galopando por el campo a dos patas. Al llegar a la garganta de la Combe, donde brotaba una fuente, el animal, muy alterado, se detuvo a beber. Al cabo de media hora, Amaury, inquieto al ver que el animal seguía bebiendo, saltó al suelo. Huyó, aterrorizado, al ver que su bestia no tenía más que dos patas, y que el agua corría por su gran herida. Poco después, sus gentes llegaron, pero no volvieron a encontrar al caballo: un hada lo había hecho invisible. No obstante, el agua continúa brotando de esta fuente: a día de hoy es la Fontaine-Ronde (Fuente Redonda), o fuente intermitente.

### Jura suizo
El caballo Gauvin se menciona igualmente en el cantón del Jura y el Jura bernés, donde atraviesa los pueblos con gran estruendo, aterrorizando a los aldeanos. El que oye resonar sus cascos acaba por matarse luego en las rocas, o por ahogarse en un gran estanque. Este caballo puede también tirar a su jinete por un barranco e intentar ahogarlo. En los cuentos del Jura, un encuentro con el caballo Gauvin cuando va corriendo a toda velocidad por la noche es seña del una muerte segura en el plazo de un año.
Un cuento popular del Jura bernés pone en escena a un muchacho que está paseando hasta que oye llegar a un caballo a toda velocidad y con gran estruendo. No ve a esta bestia misteriosa hasta que llega a la «Croissée-du-Bas» (Cruce del Bajo) sobre sus patas delanteras. No obstante, él le salta encima y, de inmediato, el caballo Gauvin embiste contra unas rocas, luego se lanza a un gran estanque. Por fortuna para él, el muchacho consigue cortar la brida, y luego nadar hasta la orilla.

## Simbología y leyendas similares
Como señala Henri Dontenville en su Historia y geografía míticas de Francia y La Francia mítica, se citan numerosos caballos maléficos en el folclore francés. A menudo, están dotados de la capacidad de alargar su lomo, para llevar a numerosas personas o niños a la muerte, lo que remite a los reptiles. El caballo rara vez es visto como animal benéfico en las leyendas, puesto que se lo hace ladrón de niños, o incluso la forma adoptada por el drac. «Ni el caballo ni el color blanco son, pues, propicios».
Alphonse Rousset y el arquitecto Frédéric Moreau (1856) subrayan la similitud entre las leyendas de Montbarrey y las de Champaña. Ellos les atribuyen un origen pagano.

Les dames blanches qu'on voyait danser jusqu'à deux heures du matin, un flambeau à la main, au bois Boudier ; le cheval gauvain, qui chaque soir suivait le ruisseau du Vernois, pour se montrer sur la place et disparaître ensuite dans la forêt de Chaux ; les fêtes bruyantes du carnaval, qui duraient pendant huit jours et se terminaient par le convoi du carême-prenant ; les esprits voltigeant sur les bords du ruisseau de Santans, en forme de flammes bleuâtres ; les cloches que l'on entendait sonner à minuit de Noël, au pré Sabatier, proche du vieux moulin des Hélénes, où avait existé, dit on, un antique monastère ; la croyance aux sorciers, aux revenants, sont des traditions et des usages puisés dans le paganisme et qu'on retrouve dans toute leur force en Champagne.
(Las damas de blanco que se veían bailando hasta las dos de la manñana, con una antorcha en la mano, en el bosque Boudier; el caballo gauvin, que cada noche seguía el curso del arroyo del Vernois, para aparecerse en la plaza y desaparecer de inmediato en el bosque de Chaux; las ruidosas fiestas del carnaval, que duraban ocho días y se terminan con un cortejo; los espíritus que revoloteaban en las márgenes del arroyo de Santans, en forma de llamas azuladas; las campanas que se oían sonar a media noche en Navidad, en el prado Sabatier, cerca del viejo molino de las Hélénes, donde había habido, se dice, un antiguo monasterio; la creencia en brujos, en aparecidos, son tradiciones y usos que beben del paganismo, y que se encuentran en toda su fuerza en Champaña.
— Alphonse Rousset y Frédéric Moreau, Dictionnaire géographique, historique et statistique des communes de la Franche-Comté et des hameaux qui en dépendent [...].

Generalmente llamados «caballos pálidos», o incluso «caballos hada», su historia presenta, según el elficólogo y cuentista Pierre Dubois, numerosas similitudes. Acaban por matar a sus jinetes, muy a menudo en el agua. Pueden ser vencidos mediante la señal de la cruz o recitando un Padre nuestro. Él explica poéticamente que «estos animales proceden de los Pegasos y los Unicornios, y si se han vuelto feroces es porque los hombres no han sabido domarlos». En su obra dedicada a las estructuras antropológicas del imaginario, Gilbert Durand precisa que el galope del caballo es «isomorfo del rugido del león y del chasquido del trueno». Según él, se llama la atención sobre el lado aterrador de este sonido en las leyendas del caballo Martillo y del caballo Gauvin

## Adaptaciones modernas
El caballo Gauvin figura junto con otras muchas criaturas del folclore del Jura en la obra ilustrada por Jean-Louis Thouard, Bestiare fantastique du pays de Compté.